# Sierra de Guayaguas
Sierra de Guayaguas är en bergskedja i Argentina. Den ligger i den centrala delen av landet, 900 km väster om huvudstaden Buenos Aires.
Omgivningarna runt Sierra de Guayaguas är i huvudsak ett öppet busklandskap. Runt Sierra de Guayaguas är det mycket glesbefolkat, med 2 invånare per kvadratkilometer.